# Rebeca Peralta
Rebeca Peralta León (México, D.F., 7 de noviembre de 1974) es una política mexicana, miembro del Partido Verde Ecologista de México, fue diputada federal suplente y es diputada local electa por Iztapalapa.

## Biografía
Rebeca Peralta desde 1995 ha sido consejera del PRD en el Distrito Federal y de 2000 a 2002 fue consejera nacional, además fue Secretaria de Organización del PRD Estatal del Distrito Federal, ha sido Presidenta de la Mesa Directiva del PRD en el Distrito Federal y Secretaria del Movimiento de Jóvenes en el PRD de Iztapalapa.
En las elecciones locales de la Ciudad de México de 2024 compitió como candidata del Partido Verde por la coalición Sigamos Haciendo Historia en la CDMX. A pesar de no haberse identificado anteriormente como afromexicana, en esa elección compitió bajo esa acción afirmativa. Motivo por el cual fue acusada de usurpación.